# زغبورة إجاصية
زغبورة إجاصية (الاسم العلمي:Stigmella pyri) هي نوع من الحشرات تتبع جنس الزغبورة من فصيلة السليلات.